# Filipe Albuquerque
Filipe Miguel Delgadinho Albuquerque (Coimbra, 13 giugno 1985) è un pilota automobilistico portoghese, nel 2020 con il team ha vinto United Autosports l'European Le Mans Series, il Campionato del mondo endurance e la 24 Ore di Le Mans nella classe LMP2.

## Carriera
Filipe Albuquerque ha iniziato la sua carriera motoristica nel 1993, Albuquerque ricorda: "Ho iniziato ad andare sui kart per gioco, ma divenne rapidamente una cosa sempre più seria", aggiunge poi "E 'davvero difficile ottenere sponsorizzazioni per correre. Senza la Red Bull probabilmente sarei rimasto a casa a studiare".. Il giovane pilota portoghese ha vinto due titoli nazionali di karting, prima di approdare nella F3 Spagnola con l'aiuto della Red Bull.
Successivamente Albuquerque è approdato in Formula Renault prendendo il posto da titolare nel team dopo un'ottima sostituzione. Questo gli ha permesso di gareggiare anche nella Formula Renault Tedesca.
Albuquerque finisce sesto nella Formula 3 Spagnola, quinto nella Eurocup Formula Renault 2.0 e terzo nella Formula Renault Tedesca, risultando il miglior esordiente in tutti e tre i campionati. Nel 2006, Albuquerque corre in due campionati, la Formula Renault e la North European Challenge, vincendo entrambe le competizioni.
Nel 2007, Albuquerque inizia la Formula Renault 3.5 series con il team Epsilon Euskadi, e termina quarto il campionato. È stato anche scelto per rimpiazzare Ernesto Viso nella gara di Silverstone della GP2, impossibilitato a correre dopo un incidente nella gara di Magny-Cours. Nel 2008 rimane in Formula Renault 3.5 series, ma corre solo quattro gare, a causa della sua partecipazione nella A1 Grand Prix.

Albuquerque ha debuttato nella A1 Grand Prix nella stagione 2007-08, rimpiazzando João Urbano dell'A1 Team Portugal a metà stagione. 

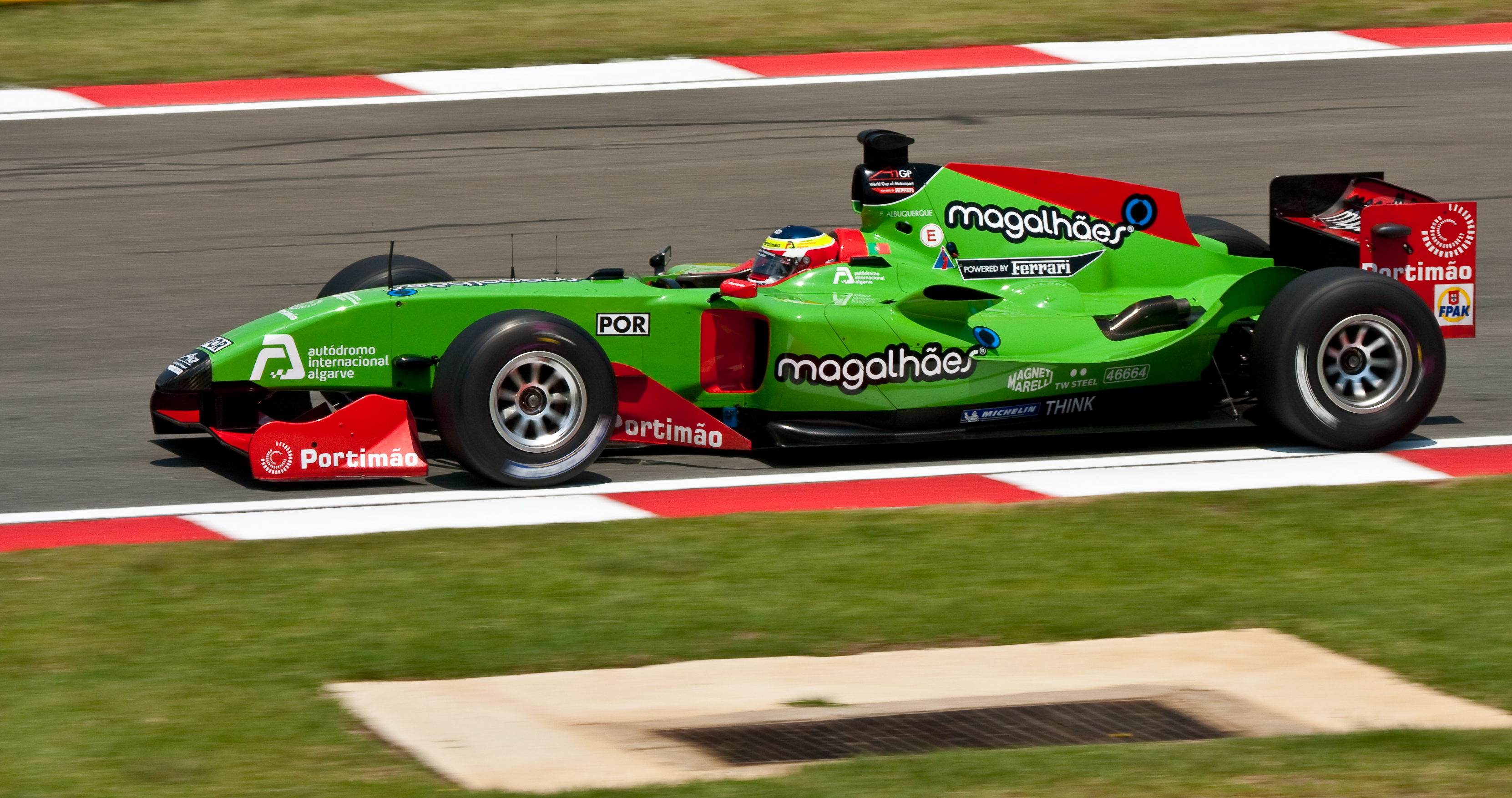
A1 Grand Prix, Kyalami - Portugal 2

 Finisce in zona punti in ogni gara in cui prende parte alla partenza, con tre podi finali, e finisce undicesimo il campionato a squadre di quell'anno. Ritorna per la stagione 2008-09 come unico pilota del team, termina terzo assoluto dopo una stagione che lo ha visto vincere per la prima volta in Cina. Viene confermato per la stagione 2009-10 ma, vista una serie di difficoltà finanziarie, la stagione venne annullata ancor prima di cominciare.
Quando fu chiaro che l campionato l'A1 Grand Prix non sarebbe più ricominciato, Albuquerque si trasferisce nel campionato italiano GT. Partecipando al Campionato Italiano GT3 nella parte finale della stagione 2009. Ha anche fatto un'apparizione in una delle gare per la stagione Superstars Series 2009, un campionato turismo, arrivando secondo in entrambe le gare, alla guida di una Audi RS4.
Nel 2010, ha gareggiato nel Campionato Italiano GT3 a tempo pieno, finendo secondo classificato nella serie con la sua Audi R8 LMS, alle spalle di Gianluca Rod campione con la Porsche 997 GT3. Ha anche fatto un'altra apparizione come ospite Superstars con Audi, vincendo una delle prove della sua gara di casa, nel Circuito di Portimão.
Albuquerque ha partecipato alla Race of Champions 2010 a Düsseldorf. Gareggiando assieme al connazionale Álvaro Parente nella Coppa delle Nazioni, dove sono stati eliminati nella fase a gironi. Nella competizione individuale Albuquerque ha siglato una vittoria a sorpresa, sconfiggendo il campione del mondo di Formula 1 Sebastian Vettel nella semi-finale, e il campione del mondo rally Sébastien Loeb in finale.
Nel 2011, Albuquerque compete nel DTM, alla guida di una Audi A4 del 2008, entra anche nel campionato Blancpain Endurance Series con un Audi R8 della squadra belga WRT, classificandosi secondo nella classifica finale.
Nel 2013, ha fatto il suo debutto nella 24 Ore di Daytona alla guida di un'Audi R8 Grand-Am per il team Alex Job Racing nella classe GT vincendo nella sua classe segnando un 1-2 Audi.

### Endurance

#### WEC
Nel 2014 smette di gareggiare nel campionato DTM e si trasferisce nella European Le Mans Series nella categoria LMP2 (massima della serie) con il team Jota Sport. La sua prima stagione nelle corse di durata si dimostra positiva, vince la 4 Ore di Imola e chiude secondo in classifica. Lo stesso anno partecipa a due round del WEC tra cui la 24 Ore di Le Mans con il team Audi Sport Team Joest. Nel 2015 continua nel European Le Mans Series e sempre con l'Audi R18 e-tron quattro partecipa alla 24 Ore di Le Mans nella classe LMP1. 

Albuquerque durante la 24 Ore di Le Mans 2022

Nel 2016 corre intera stagione del WEC nella classe LMP2 , dove a bordo della Ligier JS P2 ottiene due vittorie, insieme a Bruno Senna e Ricardo González chiudono secondi in classifica.
Nel 2017 Albuquerque si unisce al team United Autosports con cui corre per quattro stagioni nella European Le Mans Series, nel 2020 insieme a Philip Hanson vincono il campionato.
Dalla stagione 2019-2020 Albuquerque con il team United Autosports competono nel WEC nella classe LMP2. Il portoghese insieme a Philip Hanson vince quattro eventi, inclusa la 24 Ore di Le Mans. Grazie a questi risultati il duo si laurea campione di classe. Nei due anni successivi continua con il team britannico, vincendo sempre nella classe LMP2 la 6 Ore di Spa-Francorchamps e la 6 Ore di Monza.
Il team United Autosports conferma Albuquerque per la stagione 2023 con l'ottica di un passaggio alla Hypercar più avanti. L'anno seguente rimane nella classe LMP2 passando alla European Le Mans Series sempre con il team britannico.

#### IMSA

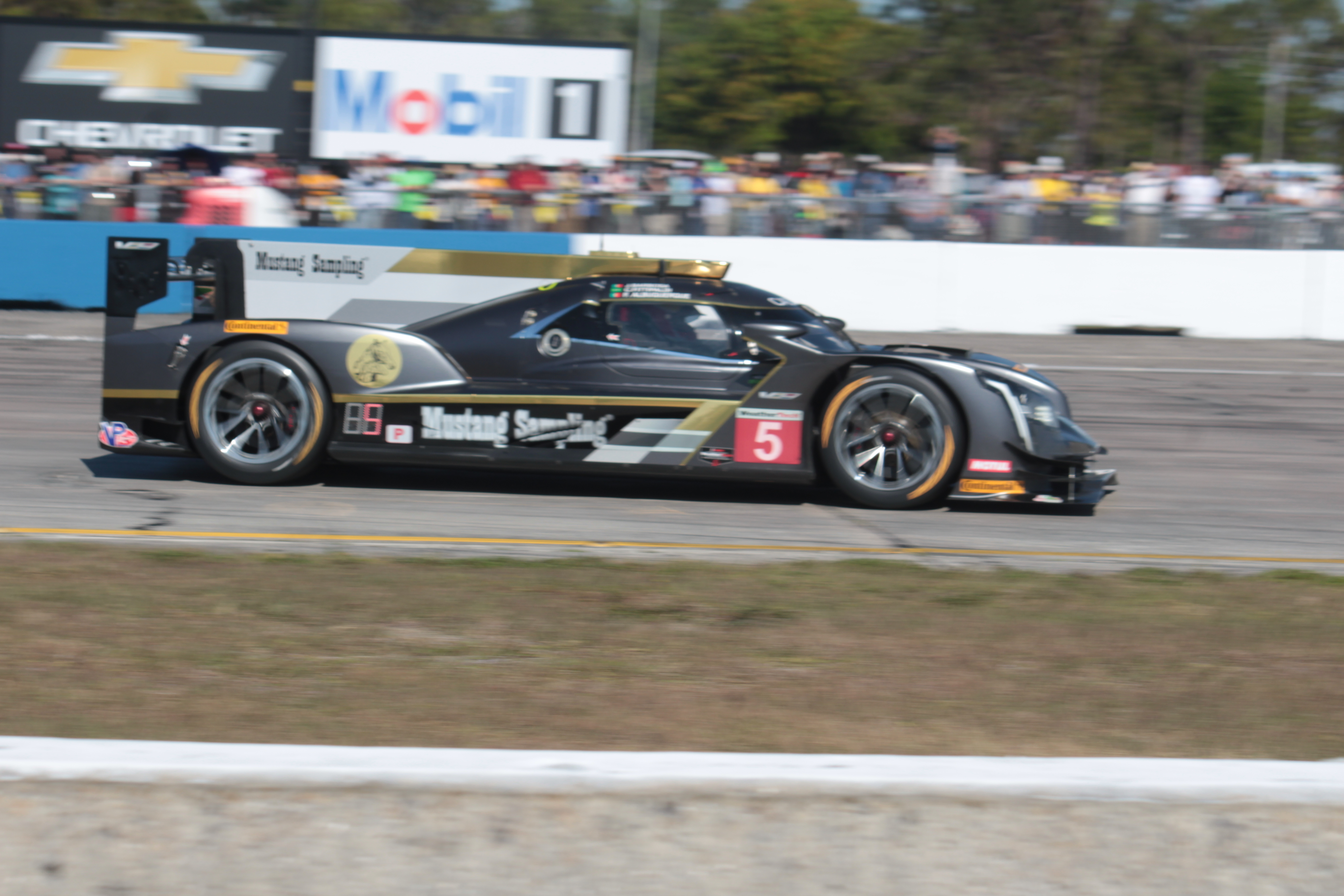
Albuquerque durante la 12 Ore di Sebring del 2018 con la Cadillac DPi-V.R

Dal 2014 Albuquerque inizia a correre part time nel Campionato IMSA WeatherTech SportsCar, nel 2016 con il team Action Express Racing e raggiunge la vittoria nella 6 Ore di Watkins Glen. Dal 2017 diventa un pilota della Cadillac guidando nella serie americana la DPi-V.R. Albuquerque vince la 24 Ore di Daytona nel 2018 e due volte la gara di Long Beach (2018 e 2019).
Inoltre dalla stagione 2021 del IMSA passa al marchio Acura guidando la ARX-05 del team Wayne Taylor Racing. Nella classe DPi insieme a Ricky Taylor, vince la 24 Ore di Daytona e altre due gare arrivando secondo in campionato dietro il duo brasiliano, Luis Felipe Derani e Felipe Nasr. Nel 2022 continua in coppia con Taylor, il duo vincono quattro eventi, tra i quali la 6 Ore di Watkins Glen. Ma come l'anno precedente arrivano secondi in classifica dietro al duo Tom Blomqvist e Oliver Jarvis.
Per la stagione 2023 Albuquerque viene confermato dal team WTR, insieme Taylor e Louis Delétraz (nel l'Endurance Cup) porterà in pista la nuova Acura ARX-06.
Nel 2025 corre con Cadillac, gestita sempre dal team WTR. Debuttando nella 24 Ore di Daytona al fianco di Will Stevens, Ricky Taylor e Brendon Hartley. Nello stesso anno partecipa alla  European Le Mans Series correndo per il team Nielsen Racing. 

## Risultati

### Risultati carriera
| Stagione | Serie                                     | Team                                | Gare | Vittorie | Pole | G/V | Podi | Punti | Pos. |
| -------- | ----------------------------------------- | ----------------------------------- | ---- | -------- | ---- | --- | ---- | ----- | ---- |
| 2005     | Formula Renault 2.0                       | Motopark Academy                    | 14   | 4        | 6    | 5   | 8    | 273   | 3º   |
| 2005     | Eurocup Formula Renault 2.0               | Motopark Academy                    | 14   | 0        | 1    | 0   | 2    | 63    | 5º   |
| 2005     | European F3 Open                          | Racing Engineering                  | 12   | 1        | 1    | 0   | 3    | 52    | 6º   |
| 2006     | Eurocup Formula Renault 2.0               | Motopark Academy                    | 14   | 4        | 4    | 1   | 4    | 99    | 1º   |
| 2006     | Formula Renault 2.0 NEC                   | Motopark Academy                    | 14   | 4        | 2    | 1   | 10   | 312   | 1º   |
| 2007     | Formula Renault 3.5 Series                | Epsilon Euskadi                     | 17   | 1        | 0    | 1   | 2    | 81    | 4º   |
| 2007     | GP2 Series                                | Racing Engineering                  | 2    | 0        | 0    | 0   | 0    | 0     | 32º  |
| 2007     | GP2 Series                                | Arden International                 | 2    | 0        | 0    | 0   | 0    | 0     | 32º  |
| 2007–08  | A1 Grand Prix                             | A1 Team Portugal                    | 8    | 0        | 0    | 0   | 3    | 59    | 11º  |
| 2008     | Formula Renault 3.5 Series                | Epsilon Euskadi                     | 4    | 0        | 0    | 0   | 0    | 12    | 21º  |
| 2008–09  | A1 Grand Prix                             | A1 Team Portugal                    | 14   | 1        | 0    | 2   | 6    | 92    | 3º   |
| 2009     | Campionato Italiano GT3                   | Audi Sport Italia                   | 2    | 1        | 0    | 0   | 2    | 34    | 18º  |
| 2009     | Campionato Italiano Superstars            | Audi Sport Italia                   | 2    | 0        | 0    | 0   | 2    | 30    | 13º  |
| 2009     | International Superstars Series           | Audi Sport Italia                   | 2    | 0        | 0    | 0   | 2    | 30    | 11º  |
| 2010     | Campionato Italiano GT3                   | Audi Sport Italia                   | 14   | 2        | 1    | 1   | 9    | 144   | 2º   |
| 2010     | Campionato Italiano Superstars            | Audi Sport Italia                   | 2    | 1        | 0    | 0   | 1    | 20    | 15º  |
| 2010     | International Superstars Series           | Audi Sport Italia                   | 2    | 1        | 0    | 0   | 1    | 20    | 13º  |
| 2011     | DTM                                       | Team Rosberg                        | 10   | 0        | 0    | 0   | 1    | 9     | 12º  |
| 2011     | Blancpain Endurance Series                | Belgian Audi Club                   | 5    | 0        | 1    | 0   | 3    | 74    | 3º   |
| 2011     | Campionato Italiano GT3                   | Audi Sport Italia                   | 2    | 2        | 1    | 1   | 9    | 30    | 13º  |
| 2012     | DTM                                       | Team Rosberg                        | 10   | 0        | 0    | 0   | 0    | 26    | 11º  |
| 2013     | DTM                                       | Team Rosberg                        | 10   | 0        | 0    | 0   | 0    | 16    | 18º  |
| 2014     | European Le Mans Series                   | Jota Sport                          | 5    | 1        | 1    | 1   | 3    | 74    | 2º   |
| 2014     | Campionato del Mondo Endurance FIA        | Audi Sport Team Joest               | 2    | 0        | 0    | 0   | 0    | 8     | 22º  |
| 2014     | 24 Ore di Le Mans                         | Audi Sport Team Joest               | 1    | 0        | 0    | 0   | 0    | 0     | RIT  |
| 2014     | United SportsCar Championship             | Flying Lizard Motorsports           | 2    | 0        | 0    | 0   | 0    | 57    | 42º  |
| 2015     | European Le Mans Series                   | Jota Sport                          | 5    | 1        | 4    | 0   | 4    | 89    | 3º   |
| 2015     | Campionato del Mondo Endurance FIA        | Joest Racing\|Audi Sport Team Joest | 2    | 0        | 0    | 0   | 0    | 24    | 12º  |
| 2015     | 24 Ore di Le Mans                         | Joest Racing\|Audi Sport Team Joest | 1    | 0        | 0    | 0   | 0    | N/A   | 7º   |
| 2015     | United SportsCar Championship             | Starworks Motorsport                | 1    | 0        | 0    | 0   | 0    | 37    | 33º  |
| 2016     | Campionato del Mondo Endurance FIA (LMP2) | Morand Racing\|RGR Sport by Morand  | 9    | 2        | 1    | 0   | 7    | 166   | 2º   |
| 2016     | 24 Ore di Le Mans - LMP2                  | Morand Racing\|RGR Sport by Morand  | 1    | 0        | 0    | 0   | 0    | N/A   | 10º  |
| 2016     | Campionato Italiano GT3                   | Audi Sport Italia                   | 12   | 2        | 1    | 1   | 6    | 126.5 | 3º   |
| 2016     | WeatherTech SportsCar Championship        | Action Express Racing               | 4    | 1        | 0    | 0   | 2    | 88    | 18º  |
| 2016     | Blancpain GT Series Sprint Cup            | Belgian Audi Club Team WRT          | 2    | 0        | 0    | 0   | 0    | 0     | NC   |
| 2016     | Blancpain GT Series Endurance Cup         | Belgian Audi Club Team WRT          | 4    | 0        | 0    | 0   | 1    | 19    | 16º  |
| 2017     | European Le Mans Series                   | United Autosports                   | 6    | 2        | 0    | 0   | 3    | 98    | 2º   |
| 2017     | 24 Ore di Le Mans (LMP2)                  | United Autosports                   | 1    | 0        | 0    | 0   | 0    | N/A   | 4º   |
| 2017     | WeatherTech SportsCar Championship        | Mustang Sampling Racing             | 4    | 1        | 0    | 1   | 3    | 126   | 13º  |
| 2017     | Blancpain GT Series Endurance Cup         | ISR Racing                          | 2    | 0        | 0    | 0   | 0    | 6     | 29º  |
| 2017     | Intercontinental GT Challenge             | ISR Racing                          | 1    | 0        | 0    | 0   | 0    | 0     | NC   |
| 2017     | Campionato del mondo endurance - LMP2     | Rebellion Racing                    | 1    | 0        | 0    | 0   | 1    | 18    | 22º  |
| 2018     | Campionato IMSA WeatherTech SportsCar     | Mustang Sampling Racing             | 9    | 2        | 0    | 0   | 2    | 249   | 6º   |
| 2018     | European Le Mans Series                   | United Autosports                   | 5    | 2        | 0    | 0   | 3    | 53.5  | 6º   |
| 2018     | 24 Ore di Le Mans - LMP2                  | United Autosports                   | 1    | 0        | 0    | 0   | 0    | N/A   | DNF  |
| 2018     | Stock Car Brasil                          | Full Time Sports                    | 1    | 0        | 0    | 0   | 1    | 0     | NC†  |
| 2019     | Campionato IMSA WeatherTech SportsCar     | Mustang Sampling Racing             | 10   | 1        | 0    | 0   | 2    | 258   | 7º   |
| 2019     | European Le Mans Series                   | United Autosports                   | 5    | 1        | 2    | 0   | 2    | 63    | 6º   |
| 2019     | 24 Ore di Le Mans - LMP2                  | United Autosports                   | 1    | 0        | 0    | 0   | 0    | N/A   | 4º   |
| 2019-20  | Campionato del mondo endurance - LMP2     | United Autosports                   | 8    | 4        | 4    | 0   | 6    | 190   | 1º   |
| 2020     | European Le Mans Series                   | United Autosports                   | 5    | 3        | 4    | 0   | 5    | 109   | 1º   |
| 2020     | 24 Ore di Le Mans - LMP2                  | United Autosports                   | 1    | 1        | 1    | 0   | 1    | N/A   | 1º   |
| 2020     | Campionato IMSA WeatherTech SportsCar     | Whelen Engineering Racing           | 3    | 0        | 0    | 0   | 1    | 80    | 19º  |
| 2021     | Campionato IMSA WeatherTech SportsCar     | WTR - Konica Minolta Acura          | 11   | 3        | 3    | 0   | 7    | 3396  | 2º   |
| 2021     | Campionato del mondo endurance - LMP2     | United Autosports USA               | 5    | 2        | 2    | 1   | 2    | 84    | 5º   |
| 2021     | 24 Ore di Le Mans - LMP2                  | United Autosports USA               | 1    | 0        | 0    | 0   | 0    | N/A   | 18º  |
| 2022     | Campionato del mondo endurance - LMP2     | United Autosports USA               | 4    | 0        | 1    | 0   | 0    | 32    | 10°* |
| 2022     | 24 Ore di Le Mans - LMP2                  | United Autosports USA               | 1    | 0        | 0    | 0   | 0    | N/A   | 14º  |
| 2022     | Campionato IMSA WeatherTech SportsCar     | WTR - Konica Minolta Acura          | 10   | 4        | 3    | 0   | 5    | 3346  | 2º   |

### Risultati GP2
(Le gare in grassetto indicano la pole position; races in corsivo indicano il giro veloce.)
| Anno | Team               | 1       | 2       | 3       | 4       | 5       | 6       | 7       | 8          | 9          | 10      | 11      | 12      | 13      | 14      | 15      | 16      | 17      | 18      | 19      | 20         | 21         | DC  | Punti |
| ---- | ------------------ | ------- | ------- | ------- | ------- | ------- | ------- | ------- | ---------- | ---------- | ------- | ------- | ------- | ------- | ------- | ------- | ------- | ------- | ------- | ------- | ---------- | ---------- | --- | ----- |
| 2007 | Racing Engineering | BHR FEA | BHR SPR | ESP FEA | ESP SPR | MON FEA | FRA FEA | FRA SPR | GBR FEA 15 | GBR SPR 14 | EUR FEA | EUR SPR | HUN FEA | HUN SPR | TUR FEA | TUR SPR | ITA FEA | ITA SPR | BEL FEA | BEL SPR | VAL FEA 10 | VAL SPR 10 | 32º | 0     |

### Risultati completi A1 Grand Prix
(Le gare in grassetto indicano la pole position; races in corsivo indicano il giro veloce.)
| Anno    | Team             | 1         | 2           | 3         | 4         | 5         | 6         | 7         | 8         | 9         | 10        | 11        | 12        | 13        | 14        | 15        | 16        | 17        | 18        | 19        | 20        | DC  | Punti |
| ------- | ---------------- | --------- | ----------- | --------- | --------- | --------- | --------- | --------- | --------- | --------- | --------- | --------- | --------- | --------- | --------- | --------- | --------- | --------- | --------- | --------- | --------- | --- | ----- |
| 2007–08 | A1 Team Portugal | NLD SPR   | NLD FEA     | CZE SPR   | CZE FEA   | MYS SPR   | MYS FEA   | CHN SPR   | CHN FEA   | NZL SPR   | NZL FEA   | AUS SPR   | AUS FEA   | RSA SPR 7 | RSA FEA 3 | MEX SPR 6 | MEX FEA 7 | CHN SPR 3 | CHN FEA 2 | GBR SPR 6 | GBR SPR 7 | 11º | 59    |
| 2008–09 | A1 Team Portugal | NLD SPR 9 | NLD FEA Ret | CHN SPR 6 | CHN FEA 1 | MYS SPR 4 | MYS FEA 2 | NZL SPR 6 | NZL FEA 3 | RSA SPR 2 | RSA FEA 5 | POR SPR 3 | POR FEA 2 | GBR SPR 5 | GBR SPR 5 |           |           |           |           |           |           | 3º  | 92    |

### Risultati DTM
(Le gare in grassetto indicano la pole position; races in corsivo indicano il giro veloce.)
| Anno | Team         | Auto             | 1       | 2       | 3      | 4     | 5      | 6   | 7   | 8   | 9   | 10   | Pos. | Punti |
| ---- | ------------ | ---------------- | ------- | ------- | ------ | ----- | ------ | --- | --- | --- | --- | ---- | ---- | ----- |
| 2011 | Team Rosberg | Audi A4 DTM 2008 | HOC1 17 | ZAN Ret | SPL 12 | LAU 8 | NOR 16 | NÜR | BRH | OSC | VAL | HOC2 | 14º  | 1     |

### Risultati 24 ore di Le Mans
| Anno | Team                  | Co-Piloti                     | Auto                    | Classe      | Giri | Pos. | Classe Pos. |
| ---- | --------------------- | ----------------------------- | ----------------------- | ----------- | ---- | ---- | ----------- |
| 2014 | Audi Sport Team Joest | Marco Bonanomi Oliver Jarvis  | Audi R18 e-tron quattro | LMP1-H      | 25   | DNF  | DNF         |
| 2015 | Audi Sport Team Joest | Marco Bonanomi René Rast      | Audi R18 e-tron quattro | LMP1        | 387  | 7°   | 7°          |
| 2016 | RGR Sport by Morand   | Ricardo González Bruno Senna  | Ligier JS P2-Nissan     | LMP2        | 344  | 14°  | 10°         |
| 2017 | United Autosports     | Will Owen Hugo de Sadeleer    | Ligier JS P217-Gibson   | LMP2        | 362  | 5°   | 4°          |
| 2018 | United Autosports     | Paul di Resta Phil Hanson     | Ligier JS P217-Gibson   | LMP2        | 288  | DNF  | DNF         |
| 2019 | United Autosports     | Paul di Resta Phil Hanson     | Ligier JS P217-Gibson   | LMP2        | 365  | 9°   | 4°          |
| 2020 | United Autosports     | Paul di Resta Phil Hanson     | Oreca 07-Gibson         | LMP2        | 370  | 5°   | 1°          |
| 2021 | United Autosports USA | Fabio Scherer Phil Hanson     | Oreca 07-Gibson         | LMP2        | 328  | 40°  | 18°         |
| 2022 | United Autosports USA | Will Owen Phil Hanson         | Oreca 07-Gibson         | LMP2        | 366  | 14°  | 10°         |
| 2023 | United Autosports     | Philip Hanson Frederick Lubin | Alpine A470             | LMP2        | 320  | 21º  | 11º         |
| 2024 | United Autosports     | Ben Keating Ben Hanley        | Oreca 07-Gibson         | LMP2 Pro-Am | 272  | 42º  | 6º          |
| 2025 | Cadillac WTR          | Jordan Taylor Ricky Taylor    | Cadillac V-Series.R     | Hypercar    | 189  | Rit  | Rit         |

### Campionato del mondo endurance
| Anno    | Squadra               | Classe | Vettura                 | SIL | SPA | LMS | COA | FUJ | SHA | BHR | SÃO |     | Punti | Pos. |
| ------- | --------------------- | ------ | ----------------------- | --- | --- | --- | --- | --- | --- | --- | --- | --- | ----- | ---- |
| 2014    | Audi Sport Team Joest | LMP1   | Audi R18 e-tron quattro |     | 6   | Rit |     |     |     |     |     |     | 8     | 22º  |
| Anno    | Squadra               | Classe | Vettura                 | SIL | SPA | LMS | NÜR | COA | FUJ | SHA | BHR |     | Punti | Pos. |
| 2015    | Audi Sport Team Joest | LMP1   | Audi R18 e-tron quattro |     | 4   | 7   |     |     |     |     |     |     | 24    | 12º  |
| Anno    | Squadra               | Classe | Vettura                 | SIL | SPA | LMS | NÜR | MEX | COA | FUJ | SHA | BHR | Punti | Pos. |
| 2016    | Morand Racing         | LMP2   | Ligier JS P2            | 1   | 4   | 6   | 2   | 1   | 2   | 2   | 3   | 2   | 166   | 2°   |
| Anno    | Squadra               | Classe | Vettura                 | SIL | SPA | LMS | NÜR | MEX | COA | FUJ | SHA | BHR | Punti | Pos. |
| 2017    | Rebellion Racing      | LMP2   | Oreca 07                |     |     |     | 2   |     |     |     |     |     | 18    | 22º  |
| Anno    | Squadra               | Classe | Vettura                 | SIL | FUJ | SHA | BHR | COA | SPA | LMS | BHR |     | Punti | Pos. |
| 2019-20 | United Autosports     | LMP2   | Oreca 07                | Rit | 3   | 3   | 1   | 1   | 1   | 1   | 4   |     | 190   | 1º   |
| Anno    | Squadra               | Classe | Vettura                 | SPA | ALG | MON | LMS | BHR | BHR |     |     |     | Punti | Pos. |
| 2021    | United Autosports     | LMP2   | Oreca 07                | 1   |     | 1   | 10  | 4   | 4   |     |     |     | 84    | 5°   |
| Anno    | Squadra               | Classe | Vettura                 | SEB | SPA | LMS | MON | FUJ | BHR |     |     |     | Punti | Pos. |
| 2022    | United Autosports     | LMP2   | Oreca 07                | 7   | 5   | 7   | 13  | 7   | 6   |     |     |     | 50    | 9°   |
| Anno    | Squadra               | Classe | Vettura                 | SEB | ALG | SPA | LMS | MON | FUJ | BHR |     |     | Punti | Pos. |
| 2023    | United Autosports     | LMP2   | Oreca 07                | 1   |     | 5   | 8   |     | 2   | 9   |     |     | 78    | 8°   |
| Legenda |                       |        |                         |     |     |     |     |     |     |     |     |     |       |      |

* Stagione in corso.

### Campionato IMSA WeatherTech SportsCar
(legenda) (Le gare in grassetto indicano la pole position) (Le gare in corsivo indicano Gpv)
| Anno    | Squadra                                 | Classe | Vettura            | 1     | 2      | 3     | 4     | 5     | 6      | 7      | 8     | 9       | 10    | 11  | Punti | Pos. |
| ------- | --------------------------------------- | ------ | ------------------ | ----- | ------ | ----- | ----- | ----- | ------ | ------ | ----- | ------- | ----- | --- | ----- | ---- |
| 2014    | Flying Lizard Motorsports               | GTD    | Audi R8 LMS ultra  | DAY 5 | SEB 5  | LGA   | DET   | WGL   | MOS    | IMS    | ELK   | VIR     | COA   | PET | 57    | 42°  |
| 2015    | Starworks Motorsport                    | PC     | Oreca FLM09        | DAY 6 | SEB    | LGA   | DET   | WGL   | MOS    | LIM    | ELK   | COA     | PET   |     | 27    | 33°  |
| 2016    | Action Express Racing                   | P      | Coyote Corvette DP | DAY 4 | SEB 3  | LBH   | LGA   | DET   | WGL 1  | MOS    | ELK   | COA     | PET 5 |     | 88    | 18°  |
| 2017    | Mustang Sampling Racing                 | P      | Cadillac DPi-V.R   | DAY 2 | SEB 2  | LBH   | COA   | DET   | WGL 1  | MOS    | ELK   | LGA     | PET 5 |     | 126   | 13°  |
| 2018    | Mustang Sampling Racing                 | P      | Cadillac DPi-V.R   | DAY 1 | SEB 10 | LBH 1 | MDO 4 | DET 6 | WGL 6  | MOS 4  | ELK 7 | LGA DNS | PET 4 |     | 249   | 6°   |
| 2019    | Mustang Sampling Racing                 | DPi    | Cadillac DPi-V.R   | DAY 7 | SEB 3  | LBH 1 | MDO 8 | DET 6 | WGL 6  | MOS 10 | ELK 6 | LGA 5   | PET 7 |     | 258   | 7°   |
| 2020    | Whelen Engineering Racing               | DPi    | Cadillac DPi-V.R   | DAY 7 | DAY    | SEB   | ELK   | ATL 3 | MDO    | PET 5  | LGA   | SEB     |       |     | 80    | 19°  |
| 2021    | Konica Minolta Acura                    | DPi    | Acura ARX-05       | DAY 1 | SEB 4  | MDO 1 | DET 3 | WGL 3 | WGL 3  | ELK 4  | LGA 1 | LBH 4   | PET 3 |     | 3396  | 2°   |
| 2022    | Konica Minolta Acura                    | DPi    | Acura ARX-05       | DAY 2 | SEB 4  | LBH 6 | LGA 1 | MDO 1 | DET 5  | WGL 1  | MOS 6 | ELK 1   | PET 6 |     | 3346  | 2°   |
| 2023    | Wayne Taylor Racing                     | GTP    | Acura ARX-06       | DAY 2 | SEB 4  | LBH 7 | LGA 4 | WGL 6 | MOS 2  | ROA 3  | IMS 5 | PET 9   |       |     | 2712  | 2°   |
| 2024    | Wayne Taylor Racing con Andretti Global | GTP    | Acura ARX-06       | DAY 9 | SEB 5  | LBH 8 | LGA 6 | DET 1 | WGL 10 | ELK 3  | IMS   | PET     |       |     | 1999* |      |
| Legenda |                                         |        |                    |       |        |       |       |       |        |        |       |         |       |     |       |      |

*Stagione in corso.